# فرانتس فایفر

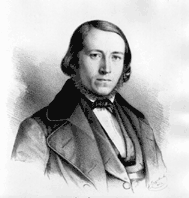
فرانتس فایفر

فرانتس فایفر (زاده ۲۷ فوریه ۱۸۱۵ – درگذشته ۲۹ مه ۱۸۶۸) یک پژوهشگر ادبی سوئیسی بود که در آلمان و اتریش فعالیت می‌کرد.

## زندگینامه

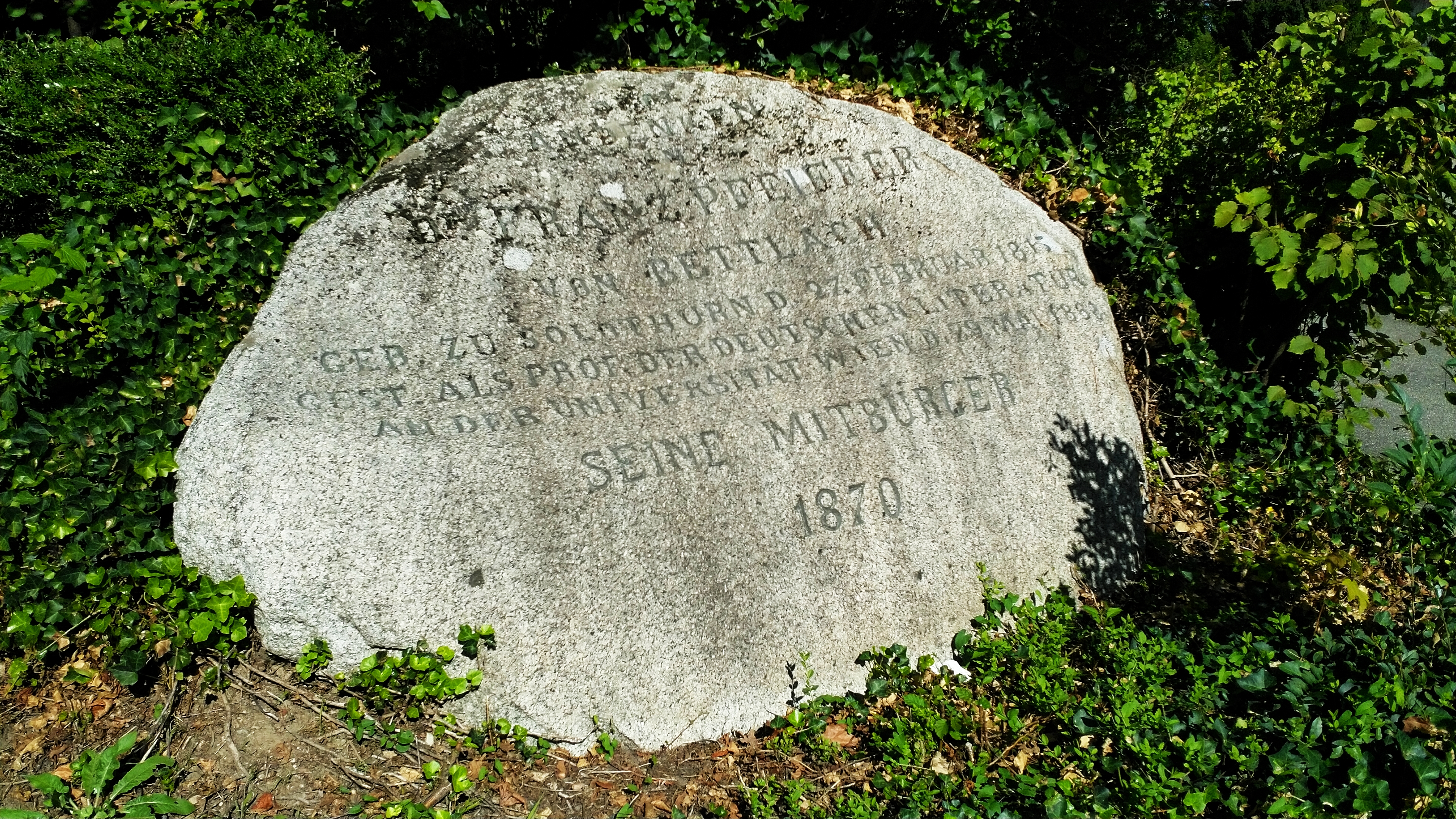
سنگ یادبود فرانتس فایفر در بتلاخ، سوئیس، ساخته شده در سال ۱۸۷۰

او در سولوتورن به عنوان بورگر (شهروند) بتلاخ به دنیا آمد. پس از تحصیل در دانشگاه مونیخ به اشتوتگارت رفت و در سال ۱۸۴۶ کتابدار کتابخانه سلطنتی شد. در سال ۱۸۵۶ فایفر ژرمانیا را تأسیس کرد، فصلنامه ای که به تحقیقات باستانی آلمان اختصاص داشت. در سال ۱۸۵۷، با تثبیت خود به عنوان یکی از برجسته‌ترین مقامات ادبیات قرون وسطی و زبان شناسی آلمانی، به استادی این موضوعات در دانشگاه وین منصوب شد و در سال ۱۸۶۰به عضویت آکادمی علوم امپراتوری درآمد.
در سال‌های پایانی زندگی، او مرتباً به اوبرلینگن سفر می‌کرد تا از آبهای معدنی شهر استفاده کند.  او در وین درگذشت.

## آثار
مهمترین اثر فایفر احتمالاً جلد دوم Die deutschen Mystiker (عرفان آلمانی) اوست. در این جلد فایفر متون آلمانی باقی مانده از عارف قرن چهاردهم مایستر اکهارت را که در آن زمان تا حد زیادی فراموش شده بود، گردآوری کرد. انتشار مجموعه اکهارتین آلمانی منجر به احیای مدرن علاقه به اکهارت شد. اگرچه در مورد اینکه چه تعداد از متون نسخه فایفر واقعاً از اکهارت هستند، اختلاف نظر وجود داشت، نسخه او همچنان یک مرجع کلاسیک است، اگرچه با نسخه انتقادی که در سال ۱۹۳۶تحت حمایت بنیاد تحقیقات آلمان آغاز شد و اکنون در حال تکمیل است، جایگزین شده است.  مترجمان اولیه اکهارت به انگلیسی، ایوانز و بلکنی، برای منابع خود تا حد زیادی به فایفر وابسته بودند.
آثار خودش:
- درباره تاریخ ادبیات آلمان
- تحقیق آزاد: نوشته های کوچک در مورد تاریخ ادبیات و زبان آلمانی (۱۸۶۷) [۳]
- درباره ماهیت و شکل‌گیری زبان درباری در آلمانی میانه
- شاعر نیبلونگنلید (۱۸۶۲)[۴]
- تحقیق و نقد در زمینه آلمان باستان
- کتاب تمرین آلمانی قدیمی. [۵]

ویرایش های او:
- بارلاام و ژوزافات ، [۶] رودولف فون امس (۱۸۴۳)
- جواهر، اولریش بونر (۱۸۴۴)[۷]
- عارفان آلمانی قرن چهاردهم (۱۸۵۷-۱۸۴۵) [۸]
- نیکولاس فون جروشین،«تواریخ شوالیه‌های توتونیک»، ۱۸۵۴
- بوخ در طبیعت کنراد فون مگنبرگ ، [۹] نویسنده قرن چهاردهم (۱۸۶۱)
- خطبه های برتولد فون رگنسبورگ، ج. 1 و جلد. 2 [۱۰] [۱۱] (۱۸۶۲، ۱۸۸۰)
- اشعار [۱۲] والتر فون در ووگل واید (۱۸۶۴؛ ویرایش ششم، ۱۸۸۰) این اثر مشارکت او در مجموعه‌ای بود که او به نام Deutsche Klassiker des Mittelalters («کلاسیک‌های آلمانی قرون وسطی») تأسیس کرد.